# Haklenayashas
Haklenayashas (en sanskrit : Haklenayaśas, Haklena ou Padmaratna ; en chinois : 鶴勒夜那夜者[réf. souhaitée], pinyin : Hèlèyènàyèzhě, aussi 鶴勒那夜奢, 鶴輸勒 ou 鹤勒那; en japonais : Kakurokuna) est un moine indien considéré par la tradition du bouddhisme zen comme son vingt-troisième patriarche.